# Hạt sen

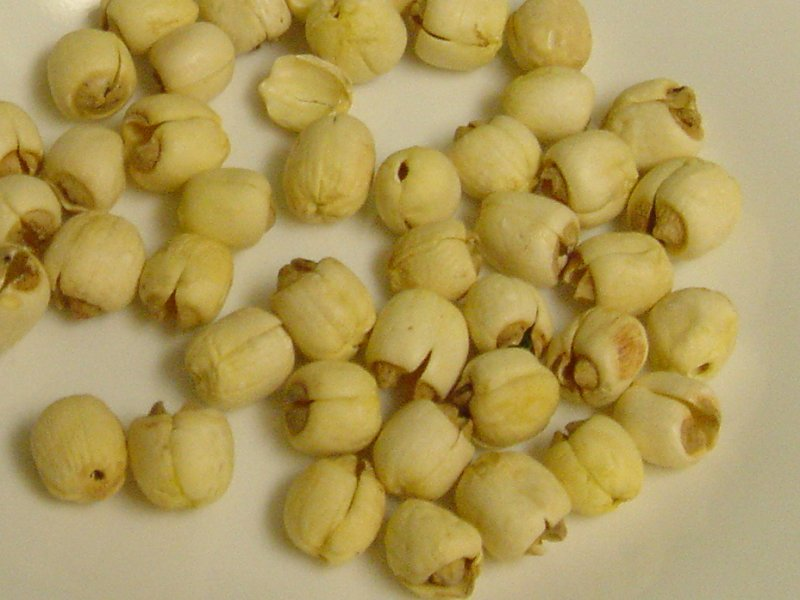
Hạt sen

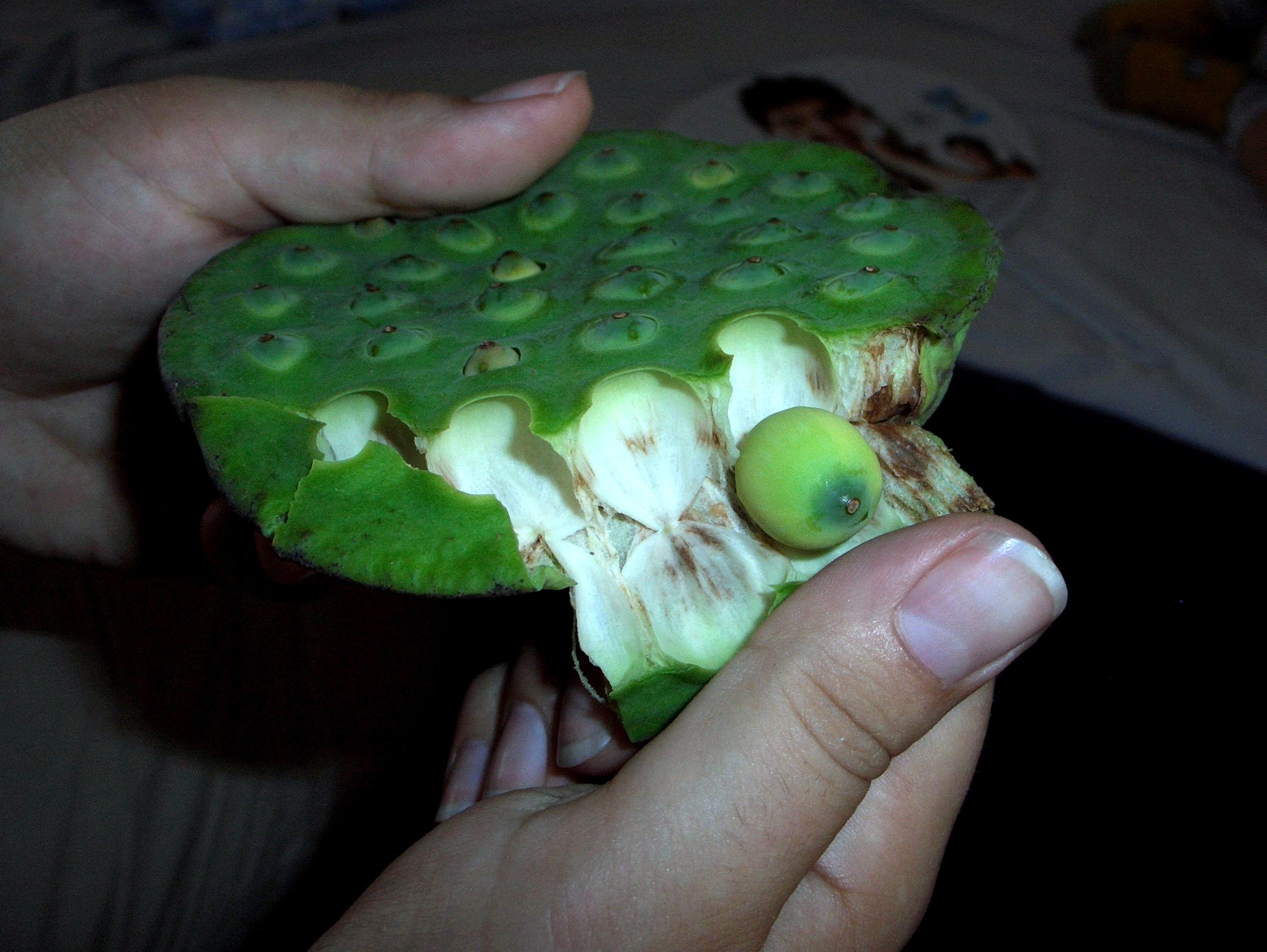
Hạt sen

Hạt sen là hạt của các loài thực vật thuộc chi Sen (Nelumbo), thường là loài Nelumbo nucifera, có vai trò quan trọng trong ẩm thực Trung Quốc và Việt Nam.Hạt sen được bán dưới dạng hạt đã được làm khô hoặc bán với cả đài sen để ăn sống.
Hạt sen cũng là một món ăn quen thuộc của người dân bác Colombia, đặc biệt ở các thành phố Barranquilla và Cartagena. Người địa phương gọi hạt sen là "martillo" và họ thường dùng hạt sen như là món ăn sống.